# Arctia paucimaculala
Arctia paucimaculala là một loài bướm đêm thuộc phân họ Arctiinae, họ Erebidae.